# Обрадово (Вологодская область)
Обрадово — деревня в Великоустюгском районе Вологодской области.
Входит в состав Орловского сельского поселения, с точки зрения административно-территориального деления — в Орловский сельсовет.
Расстояние по автодороге до районного центра Великого Устюга — 95 км, до центра муниципального образования Чернево — 20 км. Ближайшие населённые пункты — Слизовица, Ершово, Васильево.
По переписи 2002 года население — 1 человек.
В деревне Обрадово расположена церковь Василия Великого — памятник архитектуры.

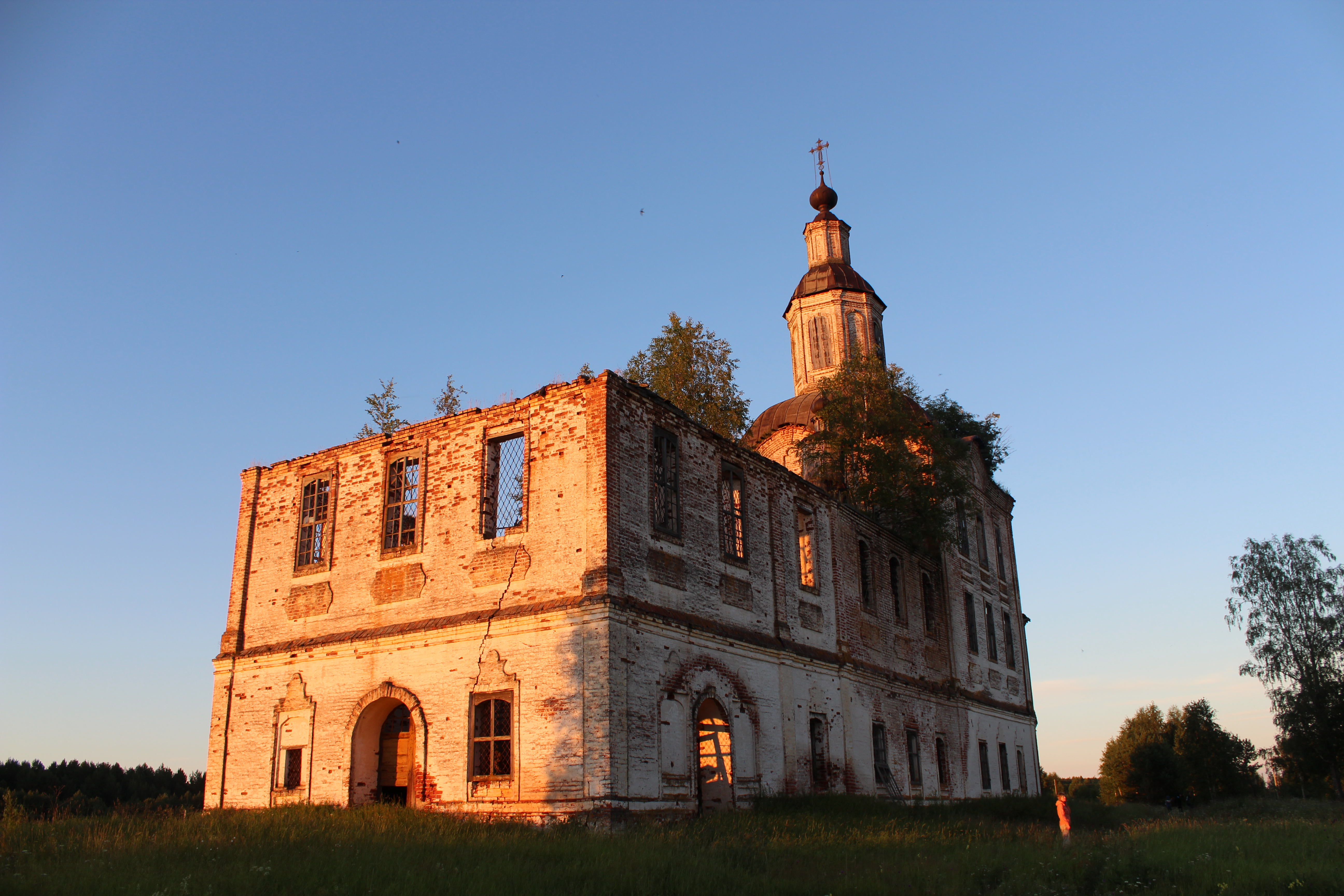
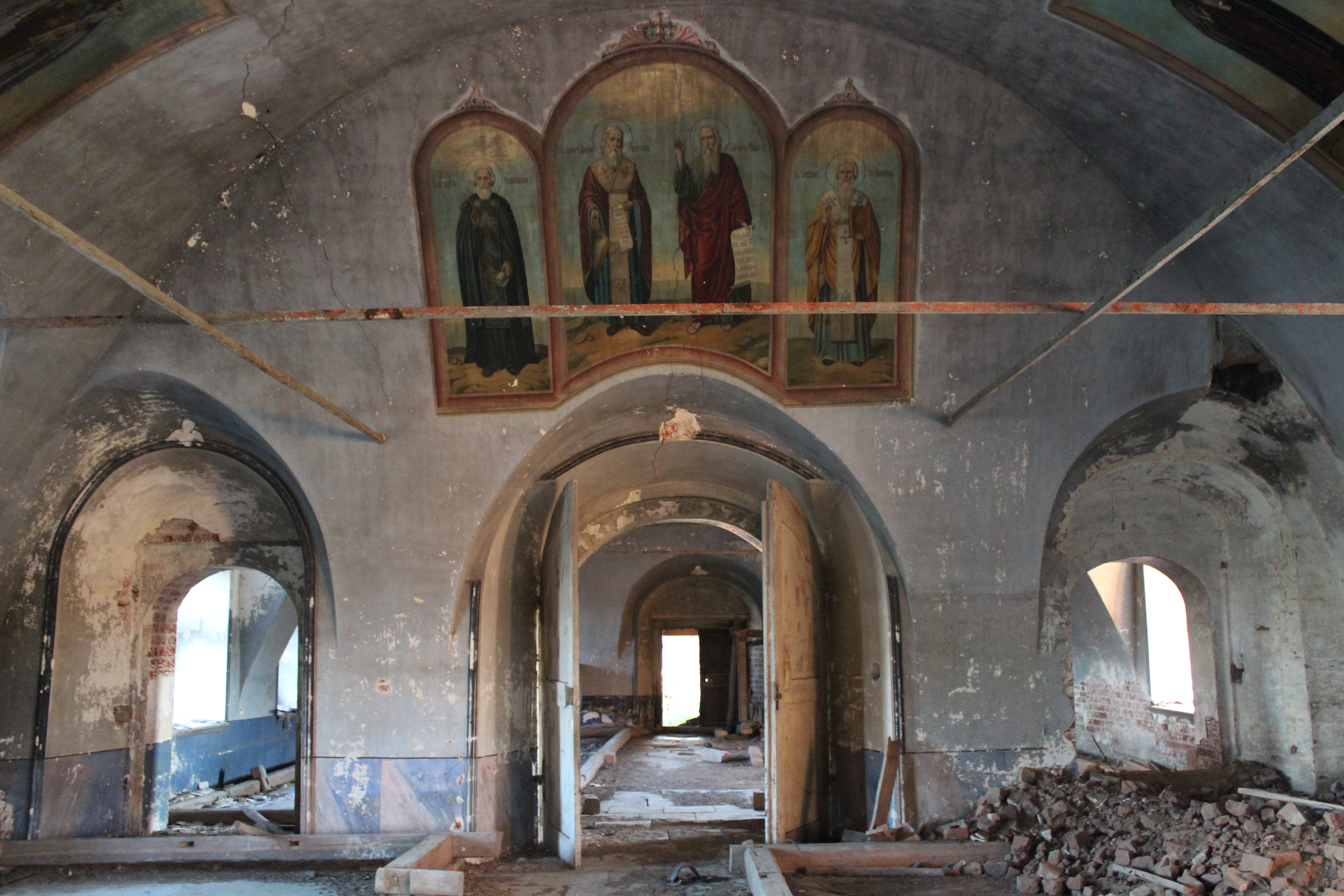